# Tyran du Choco
Sirystes albogriseus
Ne doit pas être confondu avec Tyranneau du Chocó.
Espèce
Statut de conservation UICN

 LC  : Préoccupation mineure
Le Tyran du Choco (Sirystes albogriseus) est une espèce de passereaux de la famille des Tyrannidae. Auparavant considéré comme conspécifique avec le Tyran siffleur (Sirystes sibilator), il est classé comme une espèce à part entière depuis les travaux de Ridgely & Greenfield, publiés en 2001, et de Hilty, publiés en 2003,.

## Distribution
Cet oiseau vit dans une zone allant de l'est du Panama (province de Veraguas) au nord-ouest de la Colombie et au nord-ouest de l'Équateur,,.

## Systématique
Cette espèce est monotypique selon la classification de référence du Congrès ornithologique international (version 9.1, 2019).